# アルバニア民主政府

アルバニア
Shqipëria (アルバニア語)

国の標語: 
Ti Shqipëri, më jep nder, më jep emrin Shqipëtar（アルバニア語）
アルバニアよ、お前は私に名誉を与え、アルバニア人の名を与えてくれる

Proletarë të të gjitha vendeve, bashkohuni!（アルバニア語）
"万国の労働者よ、団結せよ！"国歌: Himni i Flamurit（アルバニア語）
旗への賛歌

アルバニアの地図（1945年）

アルバニア民主政府（アルバニアみんしゅせいふ）は、1940年より始まったパルチザンの抵抗運動が終結した1944年に、民族解放運動によって樹立された臨時政府である。

## 解説
1944年11月28日にドイツ国防軍から解放されたアルバニアは、臨時政府が権力を握っていた。首相には、アルバニア共産党第一書記のエンヴェル・ホッジャが就任した。政府は民族解放運動（LANÇ）によって率いられ、その組織は共産党が支配していた。かつてのアルバニア国王であったゾグー1世は事実上廃位し、政府は入国を禁止した。1945年の選挙では、LANÇ改めアルバニア民主戦線のみが立候補した。1946年1月10日に共和国宣言が行われ、アルバニア人民共和国となった。